# Lomnice nad Popelkou
Lomnice nad Popelkou je město v okrese Semily v Libereckém kraji. Má dvanáct částí, v nichž žije celkem přibližně 5 600 obyvatel. Leží v širokém úvalu říčky Popelky ve zvlněné krajině na rozmezí Českého ráje a Podkrkonoší, asi devět kilometrů jihovýchodně od okresního města Semily.
Město nabízí sportovní a kulturní vyžití (divadlo, kino, zámek, městské muzeum a galerie, loutkové divadlo, sportovní hala, zimní stadion, letní stadion, horolezecká stěna, lyžařský areál v Popelkách s volně přístupným vyhlídkovým ochozem na skokanském můstku, sportovní letiště, koupaliště, lázeňský dům ad.). V okolí města lze navštívit díky husté síti pěších tras, cyklotras a lyžařských terénů mnoho turistických cílů jako např. rozhlednu, restauraci a sezónní informační středisko na hoře Tábor, kamenný posed s vyhlídkou-Alainovu věž v bývalé knížecí oboře se zámečkem ve švýcarském slohu či přírodní Smetanovu vyhlídku. Na území města se tedy nacházejí kromě mnoha přírodních vyhlídek nejen na Krkonoše a Český ráj tři umělé rozhledny.

## Historie
První písemná zmínka o Lomnici pochází z roku 1308. Dalimilova kronika Lomnici uvádí v souvislosti se vpádem Tatarů roku 1241, čemuž město vděčí za svůj znak. Jako vrchnost se střídaly rody Košíků, Valdštejnů, Morzinů, Falgeů a Rohanů. Počátkem 19. století ve města započala výroba lomnických sucharů, oplatek a kulatek.

## Obyvatelstvo
| Rok            | 1869  | 1880  | 1890  | 1900  | 1910  | 1921  | 1930  | 1950  | 1961  | 1970  | 1980  | 1991  | 2001  | 2011  | 2021  |
| -------------- | ----- | ----- | ----- | ----- | ----- | ----- | ----- | ----- | ----- | ----- | ----- | ----- | ----- | ----- | ----- |
| Počet obyvatel | 5 981 | 5 810 | 5 650 | 5 652 | 6 378 | 5 966 | 6 879 | 5 958 | 5 969 | 5 814 | 6 137 | 6 328 | 6 135 | 5 648 | 5 415 |
| Počet domů     | 830   | 808   | 818   | 843   | 961   | 1 061 | 1 255 | 1 322 | 1 275 | 1 268 | 1 228 | 1 524 | 1 514 | 1 574 | 1 601 |

## Městská správa

### Části města
- Lomnice nad Popelkou
- Černá
- Dráčov
- Chlum
- Košov
- Morcinov
- Nové Dvory
- Ploužnice
- Rváčov
- Skuhrov
- Tikov
- Želechy

Městský úřad je pověřeným obecním úřadem pro okolní obce.

### Městské symboly
Vlajka byla městu udělena rozhodnutím předsedy Poslanecké sněmovny Parlamentu České republiky dne 14. června 2000.

## Hospodářství
Největší věhlas městu přinesla výroba trvanlivého pečiva. Proslavila je firma "Antonín Jína", která byla založena roku 1810 a po dvě století ve velkém produkovala a vyvážela široký sortiment oplatek a sušenek a především Lomnické suchary, po znárodnění pokračovala pod n. p. Čokoládovny. Z dalších firem se například roku 1916 objevila firma Kodejškova. 

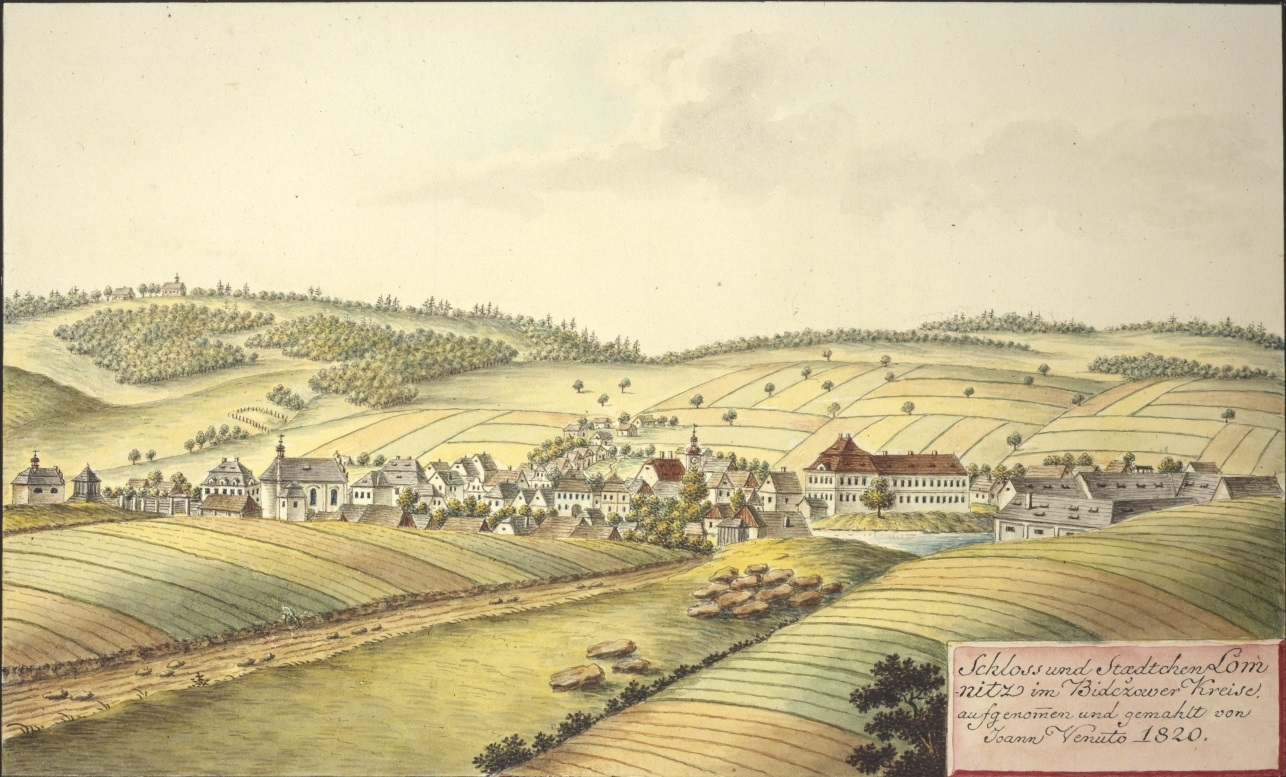
Joann Venuto: Lomnice nad Popelkou v roce 1820

Po roce 1989 byly specializované čokoládovny zprivatizované firmami Nestlé a Danone záhy uzavřeny, ale byla obnovena soukromá malovýroba lomnických sucharů a roku 2007 dosáhla certifikátu PGI, chráněné zeměpisné označení Evropské unie. Ve 20. století se město profilovalo také jako průmyslové centrum: známá byla výroba stanů v podniku Technolen, textilní stroje produkovala firma Elitex.
Velké hospodářské jednotky se po roce 1989 postupně rozpadají, značně se redukuje výroba strojírenská. V současnosti je hlavním průmyslovým oborem ve městě výroba textilu: firma Technolen - technický textil vyrábí stany, požární hadice, syntetické a nánosované tkaniny (plachtoviny), nicméně i Technolen zeštíhluje výrobu.[kdy?]
Strojírenství je zastoupeno firmou TM Elitex. Ve městě dále působí několik menších firem. Těžko se podaří obnovit průmyslovou tradici. Podniky nenabízejí mnoho příležitostí pro kvalifikované pracovní síly. To se projevilo výrazným úbytkem počtu obyvatel v posledních 10 letech.[kdy?][zdroj?]

## Doprava

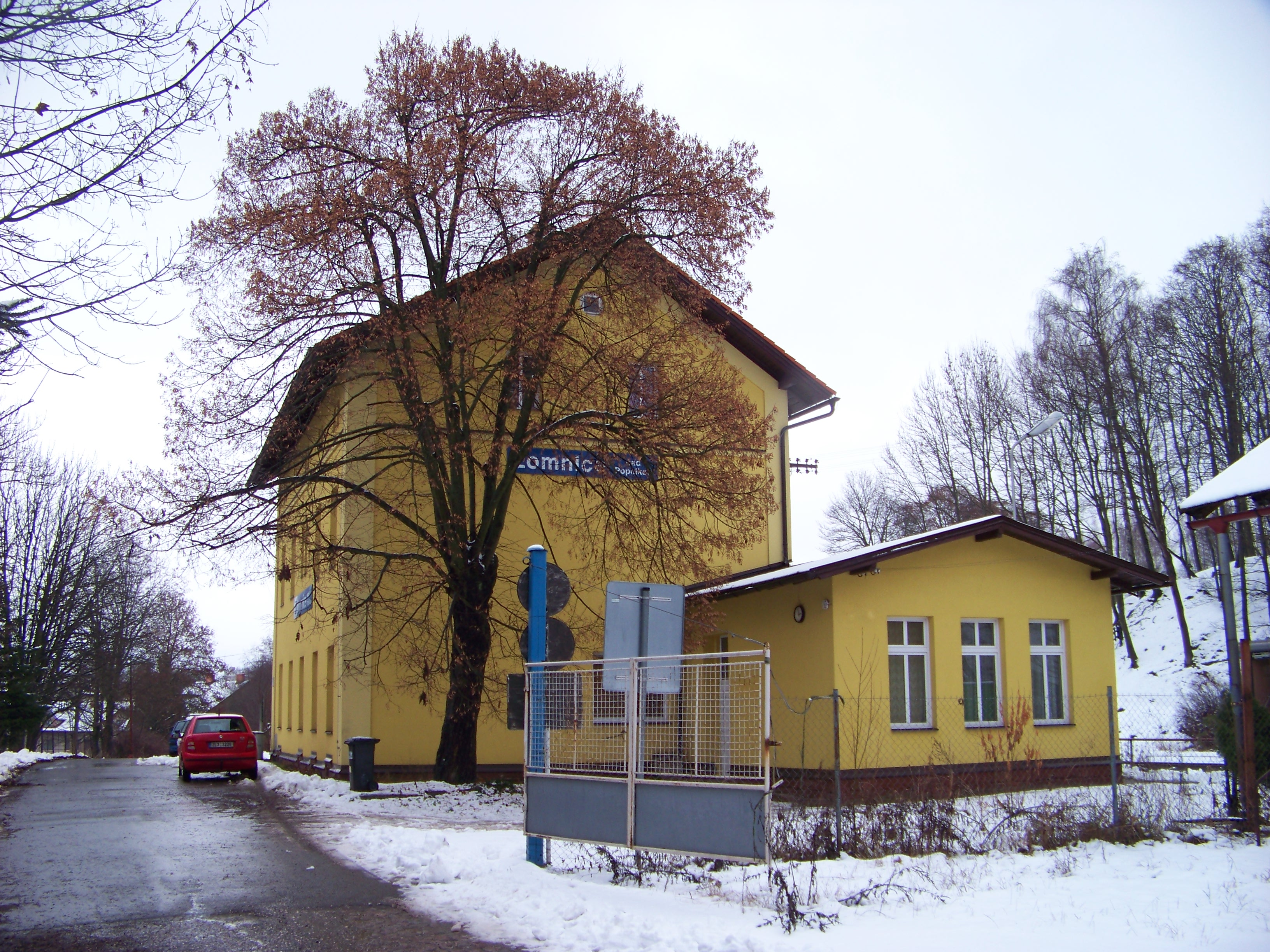
Nádraží v Lomnici nad Popelkou

První vlak přijel do Lomnice poměrně pozdě - 1. června 1906 ze Staré Paky v době, kdy se již budovaly pouze lokální dráhy. Železnice do Lomnice (regionální trať Stará Paka – Mladá Boleslav) je klikatá a sklonově náročná, stoupání od Libuně je až 35 promile. Tomu odpovídá i provoz. Na dráze jezdí motorové jednotky Regionova a motorové vozy řady 810 a 842 Českých drah, rychlíková spojení (jako tradiční "Krakonoš" do Prahy) byla zrušena. Manipulační nákladní vlaky vozí hlavně dřevo, a to nově na úseku do Libuně, kde je třeba využívat postrk. Nádraží nyní funguje pro osobní vlaky v obou směrech jako konečná stanice. V jízdním řádu je rozdělena na úseky 064 Ml. Boleslav - Lomnice/P. a 046 Lomnice/P. - St. Paka.
Autobusová doprava spojuje město s okolními obcemi, dálkové linky spojují město hlavně s Libercem a Hradcem Králové, o víkendu i Rokytnicí nad Jizerou, Špindlerovým Mlýnem a Prahou.

## Společnost

### Kultura
Ve městě se nachází městské kino, zámek, Loutkové divadlo, Městské muzeum a galerie a Tylovo divadlo. V oblasti kultury zde působí řada spolků a organizací. Koordinátorem kulturních a společenských aktivit ve městě je Kulturní a informační středisko.

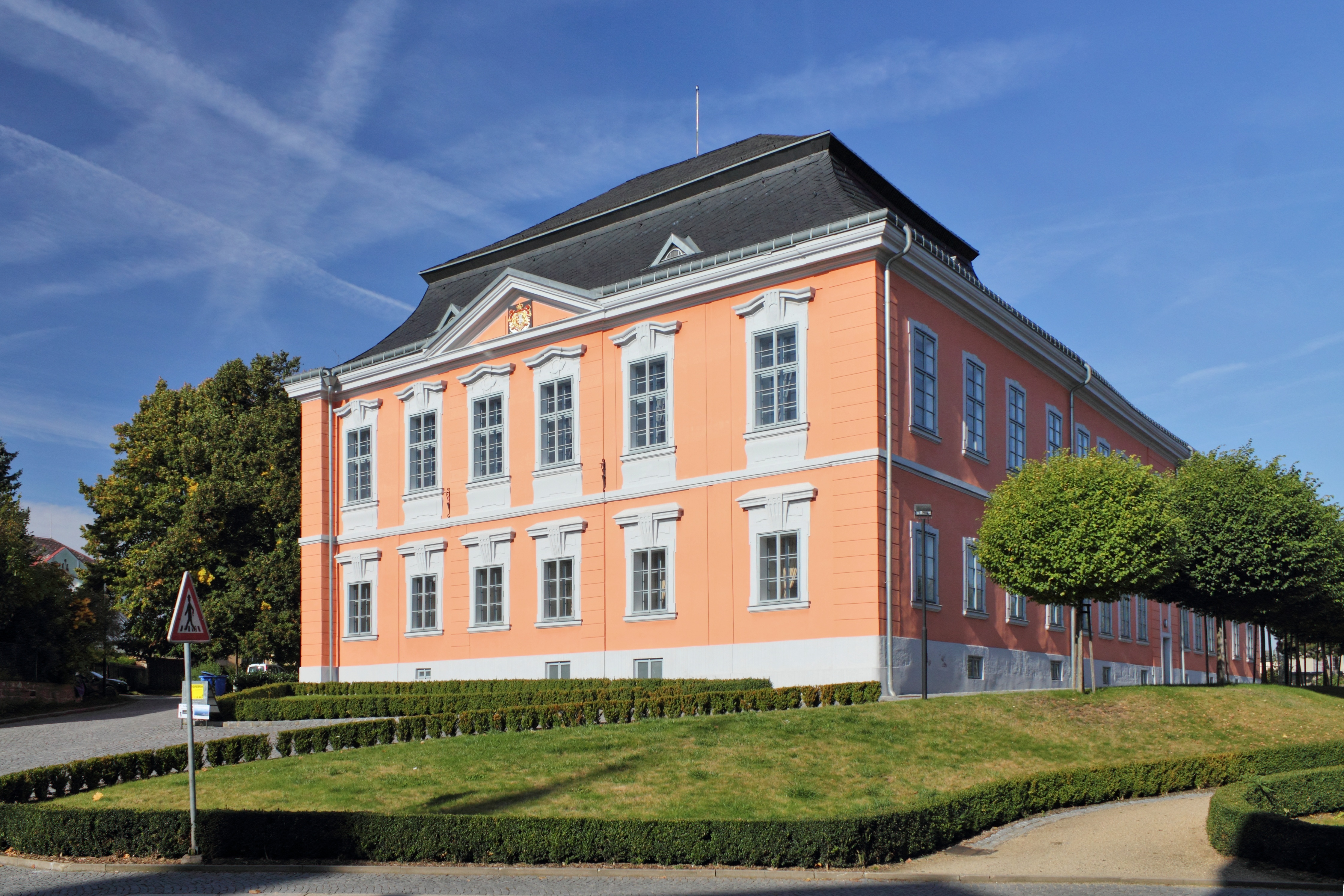
Zámek

### Školství
Školství je ve městě zastoupeno mateřskými školami Dášenka, Klubíčko a Lvíček, Základní školou TGM, Základní školou praktickou a základní školou speciální, střední školou, základní uměleckou školou a Domem dětí a mládeže „Sluníčko“.

### Sport
V roce 1925 byl ve městě založen dodnes fungující Lyžařský sportovní klub. Ve městě jsou skokanské můstky v lyžařském areálu v Popelkách (na blízkém vrchu Babylon byl jeden z prvních lyžařských můstků v Čechách). Dále kryté hokejové kluziště, letiště pro ultralehká letadla, fotbalový stadion, lezecká stěna, tenisové kurty a malebné koupaliště s ostrůvkem. Jsou strojně upravovány i lyžařské běžecké stopy v délce cca dvacet kilometrů. Novinkou je miniplanetárium. Již několik let se v červenci pořádá maraton horských kol, Krkonošský maraton.

## Pamětihodnosti

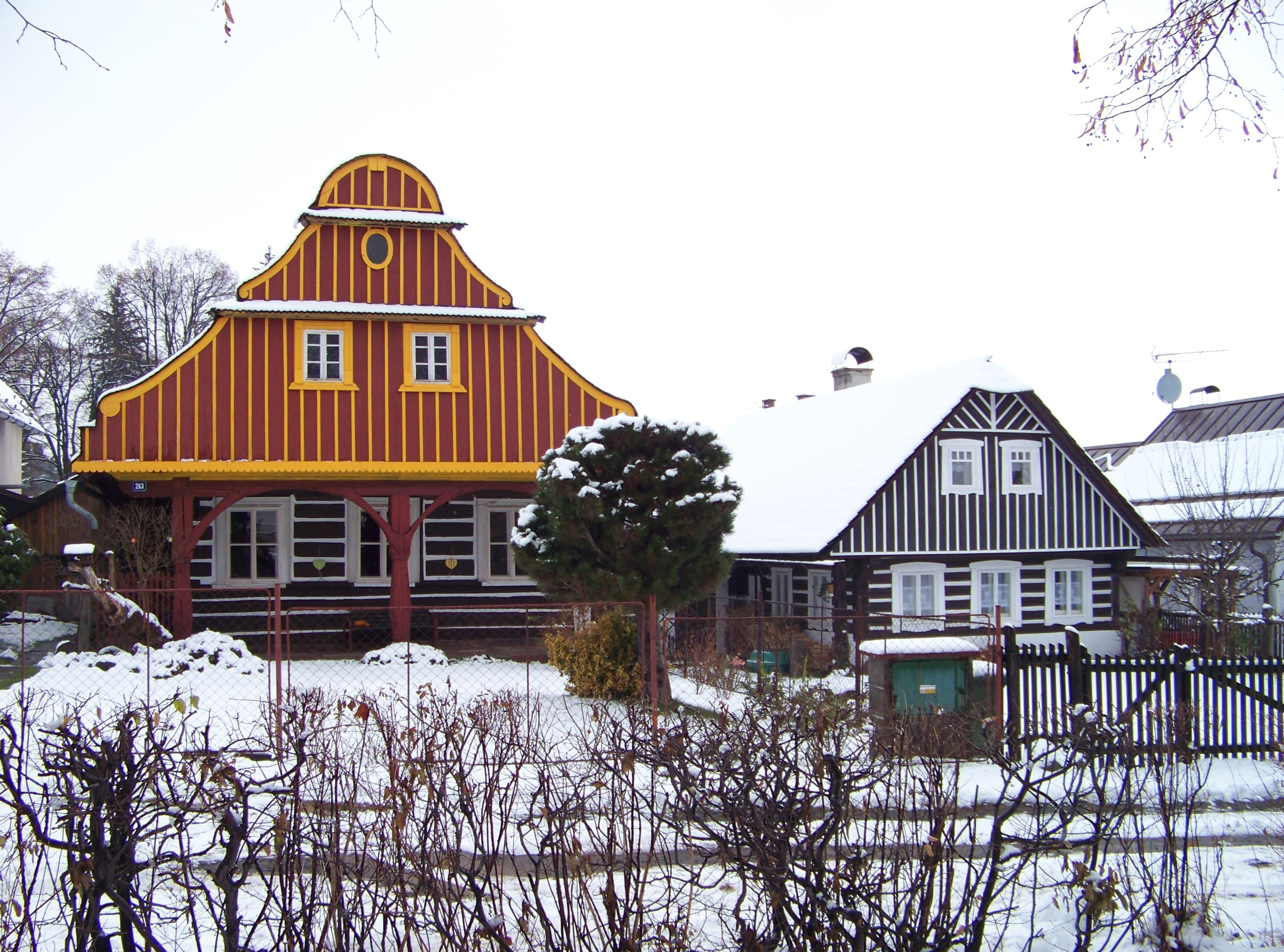
Domy v památkové rezervaci Karlov

Typické pro město a okolí jsou stavby lidové architektury (vesnická památková rezervace Karlov, vyhlášená v roce 1995, roubené domy, dřevěná zvonice), historické, církevní a kulturní památky. Historický střed města je od roku 2003 chráněn jako městská památková zóna. V lyžařském areálu v Popelkách jsou jak skokanské můstky, tak běžecké tratě, restaurace, ubytování v chatkách a vyhlídkový ochoz na můstku K-70.

### Město
Na Husově náměstí se nachází novogotická radnice, pomník Mistra Jana Husa, barokní kašna, morový sloup, barokní kostel sv. Mikuláše z Bari, Hrubý dům s Městským muzeem a galerií, raně barokní zámek z 18. století a informační středisko. Významné je i Karlovské náměstí.
Pamětihodnosti města:
- raně barokní zámek (1737)
- pozdně barokní farní kostel sv. Mikuláše z Bari (1781)
- radnice ve stylu francouzské novogotiky (1864)
- hřbitovní kaple sv. Jana Křtitele (1768) se dřevěnou zvonicí z roku 1654
- tzv. Hrubý dům, sídlo městského muzea (národopis, mineralogie, zoologie, historie města) a oblastní galerie (díla V. Komárka, Fr. Jiroudka, O. Oplta, J. Kábrta, Fr. Patočky, V. Bergra, J. Jíry, J. Klápštěho a Č. Suchardy)
- mariánský morový sloup (1713)
- kašny na náměstí (18. a 19. století)
- pomník Mistra Jana Husa
- roubená lidová architektura ve vesnické památkové rezervaci ve čtvrti se Karlov

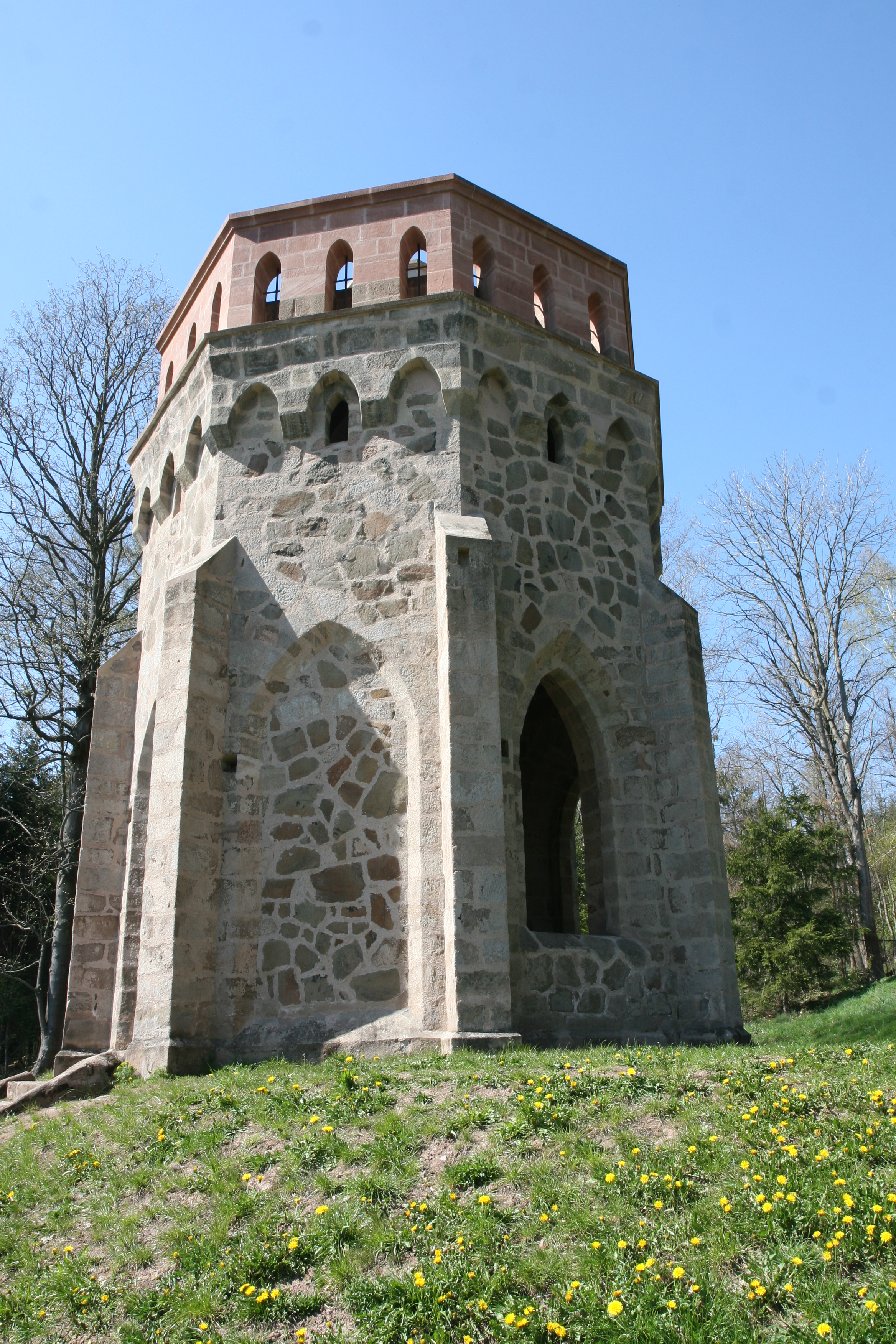
Alainova věž

### Okolí
Asi tři kilometry jižně od města se nachází hora Tábor, na jejímž vrcholu je barokní kostel Proměnění Páně (1704) s Křížovou cestou (1898) a turistická chata s rozhlednou, postavená roku 1911 a rekonstruovaná roku 2006.
Další zajímavosti:
- Pod Táborem (jezírko, pramen řeky Cidliny, Alainova věž, Alainův kříž)
- Přírodní areál Obora (koupaliště, rybník, lovecký zámeček v alpském slohu s anglickým parkem)
- Ulice Hrádka, vrch Ředice, Smetanova vyhlídka, zřícenina hradu Kozlov.

## Osobnosti
- František Jiránek (1698–1778), houslista a hudební skladatel
- František Doubravský (1790–1867), hudební skladatel, sbormistr a varhaník
- Jan Antonín Vávra (1792–1866), spisovatel, překladatel a pedagog
- Vincenc Mastný (1809–1873), průmyslník, starosta města a poslanec
- Antonín Vincenc Šlechta (1810–1886), lékař, zakladatel a dlouholetý ředitel lázní Sedmihorky u Turnova
- Petr Doubravský (1841–1877), barytonista, sólista opery Prozatímního a Národního divadla v Praze, syn Františka Doubravského
- Bedřich Fendrich (1843–1906), obuvník, emigroval do Brazílie, kde se stal prvním učitelem São Bento do Sul, a také zakladatelem a prezidentem rakousko-uherského klubu.
- Antonín Kosina (1849–1925), ředitel školy v Lomnici nad Popelkou, básník a spisovatel
- Jan Janďourek (1849-1903), náčelník Krkonošské župy sokolské, poslanec zemského sněmu
- Marie Pštrossová-Nosková (1855–1927), herečka, členka ND v Praze
- Alois Buss (1858–1926), učitel, osvětový a turistický činitel na Křivoklátě
- Josef Jan Fučík (1859-1930), učitel a vlastivědný pracovník
- Augustin Radimský (1862–1929), český soc. demokratický politik a novinář
- Vítězslav Chlumský (1867–1939), lékař světového významu – ortoped
- Čeněk Sucharda (1890–1977), malíř a grafik
- Josef Hlavnička (1897–1943), generální ředitel Baťových závodů ve Zlíně
- Josef Beyvl (1906–1978), český herec
- Franta Patočka (1909–1996), akad. malíř, grafik a ilustrátor
- Josef Mizera (1914–1951), továrník, odbojář, po válce předseda Revolučního národního výboru v Lomnici nad Popelkou
- František Truhlář (1917–1946), vojenský pilot v bitvě o Británii
- Oldřich Oplt (1919–2001), akad. malíř, profesor Akademie výtvarných umění
- Josef Kábrt (1920–1989), akademický malíř, výtvarník a režisér animovaného filmu
- Zdenka Bergrová (1923–2008), básnířka, překladatelka a spisovatelka, manželka lomnického rodáka Věroslava Bergra
- Jaromír Zápal (1923–1984), akademický malíř, grafik, ilustrátor
- Jaroslav Vitáček (1924–1985), politik, publicista, signatář Charty 77, sběratel
- Věroslav Bergr (1928–2022), malíř, grafik, ilustrátor a sochař
- Josef Motejl (1928–1997), profesor FAMU, hlavní kameraman Československé televize
- Jiří Zahradník (1928–2020), entomolog světového významu, hudebník
- Ladislav Sehnal (1931–2011), fyzik, astronom světového významu
- Věra Plívová-Šimková (1934–2024), filmová režisérka a spisovatelka
- Zdeněk Johan (1935–2016), mineralog světového významu
- Zdeněk Zahradník (* 1936), hudební skladatel, hudební režisér, dramaturg a pedagog
- Jaroslav Krček (* 1939), hudební skladatel a dirigent
- Karel Steigerwald (* 1945), dramatik a publicista
- Jaroslav Šonský (* 1946), houslový virtuóz a hudební pedagog
- Karel Kodejška (* 1947), skokan a trenér skoku na lyžích, mistr světa v letech na lyžích
- Jaroslav Bárta (* 1948), fotograf, výtvarník, galerista a nakladatel
- Vladimír Martinec (* 1949), hokejista
- Ivan Ženatý (* 1962), houslový virtuóz, profesor HAMU, Vysoké hudební školy v Drážďanech a Cleveland Institute of Music
- Jaroslav Rudiš (* 1972), novinář, spisovatel a hudebník
- Marie Fajtová (* 1978), sopranistka, sólistka opery ND[11]

### Návštěvníci města
V roce 1871 zde trávil dovolenou skladatel Bedřich Smetana. Jeho pobyt připomíná deska na lomnické radnici. Od srpna 1906 do března 1909 bydlel v Nové Vsi nad Popelkou český malíř, krajinář František Kaván (1866–1941) a často zacházel do Lomnice nad Popelkou. Herec, člen ND v Praze, Zdeněk Štěpánek (1896–1968) měl v Lomnici nad Popelkou svoji první štaci a to u Markovy společnosti v sále u Podlipných v roce 1913. A o 50 let později v březnu roku 1963 přijel na pozvání tehdejšího Závodního klubu Technolen a beseda s ním se konala v témže sále a na tomtéž jevišti.
Za druhé světové války v Lomnici nad Popelkou pobýval i významný představitel domácího odboje prof. RNDr. Vladimír Krajina (1905–1993). Spolupracoval zde s lomnickými odbojáři Josefem Mizerou, Karlem Škopkem a Josefem Martínkem. V šedesátých letech zde bývali častými hosty spisovatelé Václav Kaplický (1895–1982), Jarmila Glazarová (1901–1977), Miloš Václav Kratochvíl (1904–1988), Marie Kubátová (1922-2013) a další.